# Izi (rapper)
Izi, pseudonimo di Diego Germini (Savigliano, 30 luglio 1995), è un rapper italiano.

## Biografia

### 2013-2017: Primi anni eFenice
Diego Germini è nato nel 1995 a Savigliano, in provincia di Cuneo, e cresciuto a Cogoleto, in provincia di Genova. All'età di diciassette anni abbandona la scuola e fugge da casa, iniziando a vivere un periodo di vagabondaggio durante il quale ha dovuto affrontare anche un coma diabetico. Al contempo, ha cominciato a scrivere canzoni e a interpretarle, ispirato sia dai rapper italiani e internazionali sia dai cantautori della scena italiana.
Nei primi anni di attività si fa chiamare con diversi pseudonimi, come Eazyrhymes e poi Izi Erre, poi entra nel collettivo Wild Bandana e adotta lo pseudonimo definitivo Izi, derivato dall'assonanza con il termine inglese "easy". Nel 2015 è apparso, insieme a Tedua, nel brano Mercedes nero di Sfera Ebbasta e Charlie Charles, tratto dall’album XDVR. L'anno dopo invece ha collaborato con Tedua al brano Circonvalley, presente nel mixtape Orange County Mixtape.
Nel 2016 è stato scelto dal regista Cosimo Alemà come protagonista del film Zeta - Una storia hip-hop, in cui interpreta un giovane rapper in cerca di fama. In seguito all'uscita del film, Izi ha pubblicato il primo album in studio Fenice, anticipato dal singolo Scusa. Nel mese di luglio dello stesso anno, in seguito alla partecipazione del rapper alla festa sociale della Croce d'oro di Sciarborasca, durante la quale l'esibizione dell'artista era stata interrotta prematuramente poiché secondo gli organizzatori aveva cantato rime contro le autorità, Izi è stato fermato dai carabinieri di Arenzano e trovato in possesso di una quantità di marijuana che superava quella consentita per l'uso personale, con conseguente denuncia a suo carico.
Intorno allo stesso periodo, Izi ha collaborato con Charlie Charles alla realizzazione del singolo Niagara, pubblicato il 19 dicembre 2016. La collaborazione si rinnova a marzo 2017 con il singolo Bimbi, che ha visto anche la partecipazione di Rkomi, Sfera Ebbasta, Tedua e Ghali. Izi inoltre ha preso parte al brano Telefonate di Tedua, incluso nell'album Orange County California, uscito nel gennaio 2017.

### 2017-2019:PizzicatoeAletheia
Nel maggio 2017 pubblica il suo secondo album Pizzicato, anticipato di circa un mese dal singolo Pianto. Nel disco collabora con altri artisti appartenenti alla scena hip hop italiana, tra cui Fabri Fibra e Caneda. Il secondo singolo estratto dall'album è stato 4GETU. Nel dicembre del 2017 è uscito l'album Pezzi del DJ producer The Night Skinny, in cui Izi figura nel brano 6 A.M. con Gué.
Nell'ottobre del 2018 è uscito il singolo Fumo da solo con la produzione di Charlie Charles e Thasup, prima anticipazione del terzo album in studio. Nel gennaio 2019 è stata la volta dell'inedito Magico. Dopo una collaborazione con il francese Dosseh al remix del singolo Habitué, Izi ha pubblicato l'album Aletheia, anticipato dal secondo singolo Dammi un motivo.
Nel luglio 2019 è stato pubblicato Machete Mixtape 4, nel quale Izi è presente in Mammastomale, brano inciso insieme a Gemitaiz e Salmo. Nello stesso anno è uscito anche Mattoni di The Night Skinny, in cui Izi è presente nel brano Mille strade insieme a Ketama126.

### 2020-presente:Riot
Il 30 ottobre 2020 è stato pubblicato il quarto album Riot, anticipato dal singolo Pusher.
Nel 2022 è fra i protagonisti del documentario La nuova scuola genovese di Claudio Cabona, per la regia di Yuri Dellacasa e Paolo Fossati, in cui viene narrato il filo rosso che lega il cantautorato ligure alla scena hip hop affermatasi dagli anni duemila. Il 10 febbraio 2023, in occasione della quarta serata del 73º Festival di Sanremo, dedicata alle cover, ha duettato con Madame cantando il brano Via del Campo di Fabrizio De André, celebre cantautore genovese del quale Izi si è sempre dichiarato un grande ammiratore.

## Discografia
- 2016 – Fenice
- 2017 – Pizzicato
- 2019 – Aletheia
- 2020 – Riot

## Filmografia
- Zeta - Una storia hip-hop, regia di Cosimo Alemà (2016)
- La nuova scuola genovese, regia di Yuri Dellacasa e Paolo Fossati (2022)